# 단화 (정친왕)
애신각라 단화(愛新覺羅端華, 만주어: ᠠᡳ᠌ᠰᡳᠨ
ᡤᡳᡠ᠋ᡵᠣ
ᡩ᠋ᡠ᠋ᠸᠠᠨ᠋ᡥᡡᠸᠠ Aisin Gioro Duwanhūwa, 1807년 8월 8일 ~ 1861년 12월 15일)는 이혁정친왕(已革鄭親王)이다.

## 생애
도광제 치세 시절이던 1830년, 청 제국 종실 관료직에 출사한 그는 이혁보국군왕(已革輔國郡王)의 이복 적형이며 1850년 2월 25일부터 이듬해 1851년 3월 2일까지 함풍제의 섭정을 전담한 후 장군(將軍) 직위와 총독(總督) 직위와 대신(大臣) 직위를 지내다가 함풍제 붕어 이후 1861년 11월, 당시 청 목종 동치제의 섭정이었던 친가 방척 족손자뻘 이혁친왕(怡革親王)에게 강압 성향 위협을 하여 이혁친왕이 음독 자살한 1861년 11월 8일부터 같은 해 1861년 12월 15일까지 한 달 간 청나라 제10대 황제인 동치제(同治帝)의 섭정을 지내다가 그 또한 이혁친왕의 말로 전철을 밟게 되었으니 친가 방척 조카 공충친왕(恭忠親王)에게 목종 동치제 시해 음모를 기도하였다는 일방성 모략과 위협을 받으며 공충친왕과 그의 사저 군사들로부터 위압을 받자 끝내 1861년 12월 15일에 자금성 천안문 옥탑 기와 지붕에서 뛰어내려 투신 자살하였다.
그가 자살한 직후 그의 후임 섭정에는 그를 축출 압박한 친가 방계 족질 공충친왕(恭忠親王)이 의정섭정왕(議政攝政王)이라는 작위로 청나라 동치제 섭정 직위를 후승(後承)하였다.
| 전임 無 | 청 문종 함풍제의 섭정 1850년 2월 25일 ~ 1851년 3월 2일 | 후임 無 (함풍제 친정 시행) |

| 전임 이혁친왕 (친가 방척 족손) | 청 목종 동치제의 섭정 1861년 11월 8일 ~ 1861년 12월 15일 | 후임 공충친왕 (친가 방척 족질) |

## 같이 보기
- 정친왕
- 입팔분공

틀:함풍제의 섭정
틀:동치제의 섭정